# Manuel Balbi
Manuel Balbi (Guadalajara, Jalisco Mexikó 1978. március 13. –) mexikói színész.

## Élete
Manuel Balbi 1978. március 13-án született Guadalajarában. Tanulmányait a Televisa színészképzőjében, a Centro de Educación Artísticaban (CEA) kezdte meg. 2000-ben a Sebzett szívek című telenovellában játszott. 2013-ban a Fortunában Jerónimo Duránt alakítja.

## Szerepei

### Telenovellák, tévésorozatok
| Év        | Eredeti cím                 | Cím                   | Szerep           | Stúdió                      |
| --------- | --------------------------- | --------------------- | ---------------- | --------------------------- |
| 2000      | Siempre te amaré            | Sebzett szívek        |                  | Televisa                    |
| 2001      | Amigas y rivales            | Szeretők és riválisok |                  | Televisa                    |
| 2001-2003 | Lo que callamos las mujeres |                       |                  | TV Azteca                   |
| 2002      | Agua y Aceite               |                       | Patricio         | TV Azteca-Zuba Producciones |
| 2003      | Tal para cual               |                       |                  | TV Azteca-Argos             |
| 2004      | Gitanas                     |                       | Mirko            | Telemundo-Argos             |
| 2005      | La tormenta                 |                       | Jesús            | Telemundo-Caracol TV        |
| 2005-2006 | Decisiones                  |                       |                  | Telemundo                   |
| 2007      | La viuda de Blanco          |                       | Megateo          | Telemundo-Caracol TV        |
| 2008      | Deseo prohibido             |                       | Juan Antonio     | TV Azteca-Argos             |
| 2009      | Vuélveme a querer           |                       | Rafael Mejía     | TV Azteca                   |
| 2010      | Las Aparicio                |                       | Mauro            | Cadena Tres-Argos           |
| 2011      | Morir en Martes             |                       | Santiago Vázquez | Televisa                    |
| 2012      | Rosa Diamante               |                       | Gabriel Robles   | Telemundo-Argos             |
| 2012      | La Patrona                  | Az örökség            | Fernando Beltrán | Telemundo-Argos             |
| 2013      | Fortuna                     |                       | Jerónimo Durán   | Cadena Tres-Argos           |

### Filmek
- Seres: Génesis (2010) .... Graco
- De día y de noche (2010) .... Urbano
- Chiapas, el Corazón del Café (2012) .... Eduardo
- Casi treinta (2012) .... Emilio

### Színház
- Hamelin (2008-2009)
- HAIRSPRAY Comedia Musical (2010)
- La Caja (2013)